# 모 코원
윌리엄 모리스 코원(William Maurice Cowan, 1969년 4월 4일 ~ )는 미국의 정치인이다.

## 학력
- 듀크 대학교 인문사회 학사
- 노스이스턴 대학교 법무박사

## 경력
- 2013.02 ~ 2013.07 제113대 매사추세츠주 연방상원의원